# Ђенга, чудна игра
Ђенга, чудна игра је српски филм из 2022 у режији Николе Кончаревића.
Филм је претпремијерно приказан на 5. издању Равно село филм фестивала, 3. јула 2022. године.
Премијерно је приказан и на стриминг платформи Аполон 14. фебруара 2023.

## Радња
Педантни и интровертни студент молекуларне биологије - Борис - остаје без своје собе у студентском дому и хитно мора да је напусти.
Када увиди да је самостални живот у стану баснословно скуп, Борис се нерадо одлучује да потражи цимера. Тада упознаје ноншалантног и екстровертног Марка који живи сам у петособном стану.
Иако се у почетку живот са Марком чини као пун погодак, Борис убрзо упознаје Марковог ортака Ненада - непоправљивог шаљивџију и спадала, интернет звезду познату по свом таленту да људима смешта најгоре подвале.

## Улоге
| Глумац                | Улога          |
| --------------------- | -------------- |
| Милош Мацура          | Борис          |
| Невена Неранџић       | Весна          |
| Димитрије Аранђеловић | Марко          |
| Младен Вуковић        | Ненад          |
| Јулија Петковић       | Сара           |
| Вукашин Ранђеловић    | Вељко          |
| Михајло Несторовић    | Ненадов отац   |
| Валентина Павличић    | Борисова мајка |
| Душан Радовић         | менаџер        |
| Јован Торачки         | професор       |